# Konsulaty honorowe Rzeczypospolitej Polskiej
Konsulaty honorowe Rzeczypospolitej Polskiej – poniższy artykuł przedstawia listę polskich placówek konsularnych, które kierowane są przez konsulów honorowych (stan na 2 września 2024).

## Andora
- Konsulat Honorowy RP w Andorze, Andora (konsul honorowy: Yolanda Sola Ruiz)

## Antigua i Barbuda
- Konsulat Honorowy RP w Saint John’s, Antigua i Barbuda (konsul honorowy: Gregory Francis Georges)

## Arabia Saudyjska
- Konsulat Honorowy RP w Dżuddzie, Arabia Saudyjska (konsul honorowy: Szejk Hassan Omar Attar)

## Argentyna
- Konsulat Honorowy RP w Oberze, Argentyna (konsul honorowy: Miguel Antonio Skowron)
- Konsulat Honorowy RP w Rosario, Argentyna (konsul honorowy: Bartłomiej Stanisław Moszoro)

## Australia
- Konsulat Honorowy RP w Adelaide, Australia (wakat)
- Konsulat Honorowy RP w Brisbane, Australia (konsul honorowy: Theresa Elizabeth Lauf)
- Konsulat Honorowy RP w Hobart, Australia (konsul honorowy: Ed Kremzer)
- Konsulat Honorowy RP w Melbourne, Australia (konsul generalny honorowy: Andrzej Soszyński)
- Konsulat Honorowy RP w Perth, Australia (konsul honorowy: Paul Bitdorf)

## Austria
- Konsulat Honorowy RP w Grazu, Austria (konsul honorowy: Manfred Kainz)
- Konsulat Honorowy RP w Innsbrucku, Austria (konsul honorowy: Eugen Sprenger)
- Konsulat Honorowy RP w Klagenfurcie, Austria (konsul honorowy: Ferdinand John Lanker)
- Konsulat Honorowy RP w Linzu, Austria (konsul honorowy: Christian Hofer)
- Konsulat Honorowy RP w Salzburgu, Austria (konsul honorowy: Michael Pallauf)

## Autonomia Palestyńska
- Konsulat Honorowy RP w Betlejem, Autonomia Palestyńska (konsul honorowy: Salah Omar Atallah)

## Bahamy
- Konsulat Honorowy RP w Nassau, Bahamy (wakat)

## Bangladesz
- Konsulat Honorowy RP w Dhace, Bangladesz (konsul honorowy: Reshadur Rahman)

## Barbados
- Konsulat Honorowy RP w Bridgetown, Barbados (konsul honorowy: Michael Armstrong)

## Belgia
- Konsulat Honorowy RP w Bilzen, Belgia (konsul honorowy: Jean M.J. Biesmans)
- Konsulat Honorowy RP w Genval, Belgia (konsul honorowy: Philippe Godfroid)
- Konsulat Honorowy RP w Gandawie, Belgia (konsul honorowy: Jean-Marie A.F. De Baerdemaeker)
- Konsulat Honorowy RP w La Louvière, Belgia (konsul honorowy: Philippe Godfroid)

## Benin
- Konsulat Honorowy RP w Kotonu, Benin (konsul honorowy: Krystyna Hounkponou)

## Bhutan
- Konsulat Honorowy RP w Thimphu, Bhutan (konsul honorowy: Wangdi Jamyang)

## Boliwia
- Konsulat Honorowy RP w La Paz, Boliwia (konsul honorowy: Esther Caroly Salzmann Donig)
- Konsulat Honorowy RP w Santa Cruz, Boliwia (konsul honorowy: Roberto Saavedra Brychcy)

## Bośnia i Hercegowina
- Konsulat Honorowy RP w Mostarze, Bośnia i Hercegowina (wakat)

## Brazylia
- Konsulat Honorowy RP w Belo Horizonte, Brazylia (konsul honorowy: Fernando Alberto de Oliveira)
- Konsulat Honorowy RP w Manaus, Brazylia (konsul honorowy: José de Moura Teixeira Lopes)
- Konsulat Honorowy RP w São Paulo, Brazylia (konsul honorowy: Andrés Bukowinski)
- Konsulat Honorowy RP w Porto Alegre, Brazylia (konsul honorowy: Sérgio José Sechinski)

## Brunei
- Konsulat Honorowy RP w Bandar Seri Begawan, Brunei (konsul generalna honorowa: Bogumiła Mischke)

## Chile
- Konsulat Honorowy RP w La Serena, Chile (konsul honorowy: Jaime Pozo Cisternas)
- Konsulat Honorowy RP w Punta Arenas, Chile (konsul honorowy: Victor M. Fajardo Morales)
- Konsulat Honorowy RP w Viña del Mar (Concón), Chile (konsul honorowy: Ana María Chamy Maggi)

## Chorwacja
- Konsulat Honorowy RP w Splicie, Chorwacja (konsul honorowy: Josip Roglić)

## Cypr
- Generalny Konsulat Honorowy RP w Limassolu, Cypr (konsul honorowy: Leandros Papaphilippou)

## Czechy
- Konsulat Honorowy RP w Brnie, Czechy (konsul honorowy: Petr Mrkývka)

## Dania
- Konsulat Honorowy RP w Aarhus, Dania (konsul honorowy: Jesper Ganzhorn Ørskov)

## Dominikana
- Generalny Konsulat Honorowy RP w Puerto Plata, Dominikana (konsul honorowy: Marek Piwowarski)
- Konsulat Honorowy RP w Santo Domingo, Dominikana (konsul honorowy: Gustavo Eduardo Vega)

## Ekwador
- Konsulat Honorowy RP w Guayaquil, Ekwador (konsul honorowy: wakat)
- Konsulat Honorowy RP w Quito, Ekwador (konsul honorowy: Aldo Echevarria Troya)

## Erytrea
- Konsulat Honorowy RP w Asmarze, Erytrea (konsul honorowy: Bahta Gebremariam Kidane)

## Filipiny
- Konsulat Honorowy RP w Cebu, Filipiny (konsul honorowy: Carmel Ruiz de Luzuriaga Durano)
- Konsulat Honorowy RP w Davao, Filipiny (konsul honorowy: Benjamin Custodio)
- Konsulat Honorowy RP w Puerto Princesa, Filipiny (konsul honorowy: Juan Andre Lacson)
- Honorowy Konsulat Generalny RP w San Fernando, Filipiny (konsul honorowy: Fernandino T. Lising)

## Finlandia
- Konsulat Honorowy RP w Kuopio, Finlandia (konsul honorowy: Mikko Laakkonen)
- Konsulat Honorowy RP w Jyväskylä, Finlandia (konsul honorowy: Hannu Tolvanen)
- Konsulat Honorowy RP w Tampere, Finlandia (konsul honorowy: Matti Sommarberg)
- Generalny Konsulat Honorowy RP w Turku, Finlandia (konsul honorowy: Jari A. Rastas)

## Francja
- Konsulat Honorowy RP w Bordeaux, Francja (konsul honorowy: Jean-François Clédel(inne języki))
- Konsulat Honorowy RP w Lille, Francja (konsul honorowy: Laurie Grzechnik)
- Konsulat Honorowy RP w Montpellier, Francja (konsul honorowy: Daniel Kan-Lacas)
- Konsulat Honorowy RP w Nancy, Francja (konsul honorowy: Czesław Bartela)
- Konsulat Honorowy RP w Nicei, Francja (konsul honorowy: Wiesław K. Forkasiewicz)
- Konsulat Honorowy RP w Tours, Francja (konsul honorowy: Patrice Baleynaud)
- Konsulat Honorowy RP w Troyes, Francja (konsul honorowy: Jean Baptiste Rougane de Chanteloup)

## Gabon
- Konsulat Honorowy RP w Libreville, Gabon (konsul honorowy: Andrzej Władysław Dębski)

## Gambia
- Konsulat Honorowy RP w Serrekunda, Gambia (konsul honorowy: Hussein M. Diab Ghanem)

## Ghana
- Konsulat Honorowy RP w Akrze, Ghana (konsul honorowy: Enchill Kofi Asare)

## Grecja
- Konsulat Honorowy RP w Heraklionie, Grecja (konsul honorowy: Regina Golemi)
- Konsulat Honorowy RP w Pireusie, Grecja (konsul honorowy: Michail D. Kokkinis)
- Konsulat Honorowy RP w Rodosie, Grecja (konsul honorowy: Katerina Aspraki)
- Konsulat Honorowy RP w Salonikach, Grecja (konsul honorowy: Theodoros Kyriakou)

## Grenada
- Konsulat Honorowy RP w Saint George’s, Grenada (konsul honorowy: Andrew Bierzynski)

## Gujana
- Konsulat Honorowy RP w Georgetown, Gujana (konsul honorowy: Ramesh Persaud)

## Gwatemala
- Konsulat Honorowy RP w Gwatemali, Gwatemala (konsul honorowy: Eva Lerner de Escamilla)

## Haiti
- Konsulat Honorowy RP w Port-au-Prince, Haiti (konsul honorowy: Salim Antoine Succar)

## Hiszpania
- Konsulat Honorowy RP w Burgos, Hiszpania (konsul honorowy: Álvaro Enrique de Villamor y Soraluce)
- Konsulat Honorowy RP w Las Palmas de Gran Canaria, Hiszpania (konsul honorowy: Bogdan Dziekoński)
- Konsulat Honorowy RP w Maladze, Hiszpania (konsul honorowy: Esther Sánchez Manzano)
- Konsulat Honorowy RP w Murcji, Hiszpania (konsul honorowy: Jerzy Zieleniewski)
- Konsulat Honorowy RP w Palma de Mallorca, Hiszpania (konsul honorowy: Ignacio Fiol)
- Konsulat Honorowy RP w Pampelunie, Hiszpania (konsul honorowy: Angel Tellechea Goyena)
- Konsulat Honorowy RP w Vigo, Hiszpania (konsul honorowy: Juan Manuel Vieites Baptista de Sousa)
- Konsulat Honorowy RP w Walencji, Hiszpania (konsul honorowy: Ramón Sentis Duran)

## Holandia
- Konsulat Honorowy RP w Amsterdamie, Holandia (konsul honorowy: wakat)
- Konsulat Honorowy RP w Elst, Holandia (konsul honorowy: Arno Baltussen)

## Honduras
- Konsulat Honorowy RP w San Pedro Sula, Honduras (konsul honorowy: Roberto Larios Silva)
- Konsulat Honorowy RP w Tegucigalpie, Honduras (konsul honorowy: Epaminondas Marinakys)

## Indie
- Konsulat Honorowy RP w Bengaluru, Indie (konsul honorowy: Raghu C Rajappa)
- Konsulat Honorowy RP w Kolkacie, Indie (konsul honorowy: Mohan Goenka)

## Indonezja
- Konsulat Honorowy RP w Abiansemal(inne języki), Indonezja (konsul honorowy: Nari Asmiati)
- Konsulat Honorowy RP w Bandungu, Indonezja (konsul honorowy: Maria Jolanta Pawłowska-Budiman)
- Konsulat Honorowy RP w Medanie, Indonezja (konsul honorowy: Jonner Napitupulu)
- Konsulat Honorowy RP w Surabai, Indonezja (konsul honorowy: Soedomo Mergonoto)

## Irlandia
- Konsulat Honorowy RP w Kilkenny, Irlandia (konsul honorowy: Martin Brennan)
- Konsulat Honorowy RP w Limerick, Irlandia (konsul honorowy: wakat)

## Izrael
- Konsulat Honorowy RP w Hajfie, Izrael (konsul honorowy: Oded Feller)
- Generalny Konsulat Honorowy RP w Jerozolimie, Izrael (konsul honorowy: Zeev Baran)

## Jamajka
- Konsulat Honorowy RP w Kingston, Jamajka (konsul honorowy: Irena Cousins)

## Kambodża
- Konsulat Honorowy RP w Phnom Penh, Kambodża (konsul honorowy: Sarin Sar)

## Kamerun
- Konsulat Honorowy RP w Jaunde, Kamerun (konsul honorowy: Mirosława Etoga)

## Kanada
- Konsulat Honorowy RP w Calgary, Kanada (konsul honorowy: Zygmunt Potocki)
- Konsulat Honorowy RP w Edmonton, Kanada (konsul honorowy: Frank John Szumlas)
- Konsulat Honorowy RP w Halifaksie, Kanada (konsul honorowy: Jan Skora)
- Konsulat Honorowy RP w Windsor (Ontario), Kanada (konsul honorowy: Jerzy Barycki)

## Kenia
- Konsulat Honorowy RP w Mombasie, Kenia (konsul honorowy: Jones Skipper Onyino)

## Kirgistan
- Konsulat Honorowy RP w Biszkeku, Kirgistan (konsul honorowy: Aleksandr Złatkin)

## Kolumbia
- Konsulat Honorowy RP w Cali, Kolumbia (konsul honorowy: Marco Sergio Vera Baczyński)
- Konsulat Honorowy RP w Cartagena de Indias, Kolumbia (konsul honorowy: Benjamin Schuster Bejman)
- Konsulat Honorowy RP w Medellín, Kolumbia (konsul honorowy: Gabriel Maria Restrepo Santamaria)

## Macedonia Północna
- Konsulat Honorowy RP w Ochrydzie, Macedonia Północna (konsul honorowy: Kosta Kostovski)

## Madagaskar
- Generalny Konsulat Honorowy RP w Antananarywie, Madagaskar (konsul honorowy: Zbigniew Kasprzyk)

## Malezja
- Konsulat Honorowy RP w Kuching, Malezja (konsul honorowy: Raziah Mahmud-Geneid)
- Konsulat Honorowy RP w George Town, Penang, Malezja (konsul honorowy: Dato’ Supiahh Manikam)

## Maroko
- Konsulat Honorowy RP w Agadirze, Maroko (konsul honorowy: Souad Bennani)
- Konsulat Honorowy RP w Marrakeszu, Maroko (konsul honorowy: Lahcen Zelmat)

## Mauretania
- Konsulat Honorowy RP w Nawakszucie, Mauretania (konsul honorowy: El Khalil Ould Oumar)

## Meksyk
- Konsulat Honorowy RP w Acapulco, Meksyk (konsul honorowy: Manlio Favio Pano Mendoza)
- Konsulat Honorowy RP w Cancún, Meksyk (konsul honorowy: Luis Miguel Cámara Patrón)
- Konsulat Honorowy RP w Guadalajarze, Meksyk (konsul honorowy: María Isabel Gómez Castellanos)
- Konsulat Honorowy RP w Guanajuato, Meksyk (konsul honorowy: Hector Eduardo Webb Cruces)
- Konsulat Honorowy RP w San Pedro Garza García, Meksyk (konsul honorowy: Guillermo Lan Arredondo)
- Konsulat Honorowy RP w Xochitepec, Meksyk (konsul honorowy: Andrzej Rattinger)

## Monako
- Konsulat Honorowy RP w Monako (konsul honorowy: Alessandro Giuliani)

## Mozambik
- Konsulat Honorowy RP w Maputo, Mozambik (konsul honorowy: Alberto T. Mabjaia)

## Nepal
- Generalny Konsulat Honorowy RP w Katmandu, Nepal (konsul honorowy: Lokmanya Golchha)

## Niemcy
- Konsulat Honorowy RP w Brunszwiku, Niemcy (konsul honorowy: Uwe Oliver Horn)
- Konsulat Honorowy RP w Düsseldorfie, Niemcy (konsul honorowy: Arndt G. Kirchhoff)
- Konsulat Honorowy RP w Konstancji, Niemcy (konsul honorowy: Gideon Nissenbaum)
- Konsulat Honorowy RP w Lipsku, Niemcy (konsul honorowy: Markus Kopp)
- Konsulat Honorowy RP w Schwerinie (konsul honorowy: Helmuth Freiherr von Maltzahn)

## Norwegia
- Honorowy Konsulat Generalny RP w Trondheim, Norwegia (konsul honorowy: Per Kristian Forseth)
- Konsulat Honorowy RP w Ålesund, Norwegia (konsul honorowy: Kjell Sandli)
- Konsulat Honorowy RP w Rjukan, Norwegia (konsul honorowy: Per Lykke)
- Konsulat Honorowy RP w Stavanger, Norwegia (konsul honorowy: Bjørn Olav Bredal)

## Nowa Zelandia
- Konsulat Honorowy RP w Auckland, Nowa Zelandia (konsul honorowy: Bogusław Nowak)
- Konsulat Honorowy RP w Christchurch, Nowa Zelandia (konsul honorowy: Diane Winsome Dormer)

## Oman
- Konsulat Honorowy RP w Maskacie, Oman (konsul honorowy: Ahmed bin Rashad Al Hinai)

## Pakistan
- Konsulat Honorowy RP w Karaczi, Pakistan (konsul honorowy: Mirza Omair Baig)
- Konsulat Honorowy RP w Lahaur, Pakistan (konsul honorowy: Ahmad Hasnain)

## Palau
- Konsulat Honorowy RP w Kororze, Palau (konsul honorowy: Uchel Tmetuchl)

## Panama
- Konsulat Honorowy RP w Colón, Panama (konsul honorowy: José Domingo Palermo Trujillo)

## Papua-Nowa Gwinea
- Konsulat Honorowy RP w Madangu, Papua-Nowa Gwinea (konsul honorowy: Jan Czuba)

## Paragwaj
- Konsulat Honorowy RP w Asunción, Paragwaj (konsul honorowy: Jorge Aníbal Goldenberg Asrilevich)

## Peru
- Konsulat Honorowy RP w Arequipa, Peru (konsul honorowy: Vladimir Soto Leon Velarde)
- Konsulat Honorowy RP w Callao, Peru (konsul honorowy: Maria Luisa Miro-Quesada Dudek)

## Portugalia
- Konsulat Honorowy RP w Porto, Portugalia (konsul honorowy: Pedro Silva Reis)

## Rumunia
- Konsulat Honorowy RP w Braszowie, Rumunia (konsul honorowy: Janusz Szaliński)
- Konsulat Honorowy RP w Klużu-Napoce, Rumunia (konsul honorowy: Mihaela-Monica Căluşer)

## Rwanda
- Konsulat Honorowy RP w Kigali, Rwanda (konsul honorowy: Charles Ngarambe)

## Saint Kitts i Nevis
- Konsulat Honorowy RP w Basseterre, Saint Kitts i Nevis (konsul honorowy: Ellena Skerritt)

## Saint Vincent i Grenadyny
- Konsulat Honorowy RP w Kingstown, Saint Vincent i Grenadyny (konsul honorowy: Julian Jack)

## Salwador
- Generalny Konsulat Honorowy RP w San Salvadorze, Salwador (konsul honorowy: Victor Jorge Saca Tueme)

## Samoa
- Konsulat Honorowy RP w Apii, Samoa (konsul honorowy: Anthony Joseph Moli Pereira)

## Sierra Leone
- Konsulat Honorowy RP we Freetown, Sierra Leone (konsul honorowy: Yasser Al Chahne)

## Słowacja
- Konsulat Honorowy RP w Koszycach, Słowacja (konsul honorowy: Konrad Schőnfeld)
- Konsulat Honorowy RP w Liptowskim Mikułaszu, Słowacja (konsul honorowy: Tadeusz Frąckowiak)
- Konsulat Honorowy RP w Preszowie, Słowacja (konsul honorowy: Ján Hudacký)

## Słowenia
- Konsulat Honorowy RP w Novej Goricy, Słowenia (konsul honorowy: Nedjan Brataševec)

## Sri Lanka
- Generalny Konsulat Honorowy RP w Kolombo, Sri Lanka (konsul honorowy: Desamanya Kandiach Ken Balendra)

## Stany Zjednoczone
- Konsulat Honorowy RP w Anchorage, Stany Zjednoczone (konsul honorowy: Stanisław Borucki)
- Konsulat Honorowy RP w Atlancie, Stany Zjednoczone (konsul honorowy: Lawrence Ashe)
- Konsulat Honorowy RP w Baltimore, Stany Zjednoczone (konsul honorowy: Richard Poremski)
- Konsulat Honorowy RP w Charlottesville, Stany Zjednoczone (konsul honorowy: Robert Joskowiak)
- Konsulat Honorowy RP w Denver, Stany Zjednoczone (konsul honorowy: Tomasz Skotnicki)
- Konsulat Honorowy RP w Detroit, Stany Zjednoczone (konsul honorowy: Richard Walawender)
- Konsulat Honorowy RP w Filadelfii, Stany Zjednoczone (konsul honorowy: Deborah Majka)
- Konsulat Honorowy RP w Honolulu, Stany Zjednoczone (konsul honorowy: Bożena Jarnot)
- Konsulat Honorowy RP w Las Vegas, Stany Zjednoczone (konsul honorowy: John Petkus)
- Konsulat Honorowy RP w Manchester-by-the-Sea, Stany Zjednoczone (konsul honorowy: Małgorzata Chałupowski)
- Konsulat Honorowy RP w Miami, Stany Zjednoczone (konsul honorowy: Blanka A. Rosenstiel)
- Konsulat Honorowy RP w Newark, Stany Zjednoczone (konsul honorowy: Robert A. Schwartz)
- Konsulat Honorowy RP w Pittsburghu, Stany Zjednoczone (konsul honorowy: Jan Napoleon Saykiewicz)
- Konsulat Honorowy RP w Raleigh, Stany Zjednoczone (konsul honorowy: Alvin Marcus Fountain II)
- Konsulat Honorowy RP w Rancho Santa Fe, Stany Zjednoczone (konsul honorowy: Barbara Haider)
- Konsulat Honorowy RP w Saint Louis, Stany Zjednoczone (konsul honorowy: Wojciech Golik)
- Konsulat Honorowy RP w San Francisco, Stany Zjednoczone (konsul honorowy: Thaddeus Norman Taube)
- Konsulat Honorowy RP w Seattle, Stany Zjednoczone (konsul honorowy: Teresa Indelak-Davis)

## Sudan
- Konsulat Honorowy RP w Chartumie, Sudan (konsul honorowy: Kamal Aldin Abdalmanem)

## Surinam
- Konsulat Honorowy RP w Paramaribo, Surinam (konsul honorowy: Eric van Ravenswaay)

## Syria
- Konsulat Honorowy RP w Aleppo, Syria (wakat)

## Szwajcaria
- Konsulat Honorowy RP w Bazylei, Szwajcaria (konsul honorowy: Daniel Andreas Pfirter)
- Konsulat Honorowy RP w Lugano, Szwajcaria (konsul honorowy: Gian-Luca Lardi)

## Szwecja
- Konsulat Honorowy RP w Göteborgu, Szwecja (konsul honorowy: Göran Hult)

## Tajlandia
- Konsulat Honorowy RP w Phuket, Tajlandia (konsul honorowy: Anuwat Burapachaisri)

## Timor Wschodni
- Generalny Konsulat Honorowy RP w Dili, Timor Wschodni (konsul honorowy: Zeenat Aluwihare)

## Trynidad i Tobago
- Konsulat Honorowy RP w Port-of-Spain, Trynidad i Tobago (konsul honorowy: David Lewis)

## Tunezja
- Konsulat Honorowy RP w Susie, Tunezja (konsul honorowy: Fredj Aziz)

## Turcja
- Konsulat Honorowy RP w Antalyi, Turcja (konsul honorowy: Sururi Çorabatir)
- Konsulat Honorowy RP w Bursie, Turcja (konsul honorowy: Fatma Durmaz Yilbirlik)
- Konsulat Honorowy RP w Gaziantep, Turcja (konsul honorowy: Melike Yüksel)
- Konsulat Honorowy RP w Izmirze, Turcja (konsul honorowy: Ceyla Borovali)
- Konsulat Honorowy RP w Mersin, Turcja (wakat)

## Uganda
- Konsulat Honorowy RP w Kampali, Uganda (konsul honorowy: Ephraim Kamuntu)

## Urugwaj
- Konsulat Honorowy RP w Montevideo, Urugwaj (konsul honorowy: Carlos Javier Siccardi Pisano)

## Wenezuela
- Konsulat Honorowy RP w Barquisimeto, Wenezuela (konsul honorowy: Sofia B. Kossowski Jimenez)
- Generalny Konsulat Honorowy RP w El Consejo, Wenezuela (konsul honorowy: Christine de Marcellus de Vollmer Herrera)
- Konsulat Honorowy RP w Porlamar, Wenezuela (konsul honorowy: Oswaldo Daron)

## Węgry
- Konsulat Honorowy RP w Segedynie, Węgry (konsul honorowy: Karol Biernacki)
- Konsulat Honorowy RP w Szentendre, Węgry (konsul honorowy: Maciej Wasilewski)
- Konsulat Honorowy RP w Szolnok, Węgry (konsul honorowy: Krzysztof Filipowicz)

## Wielka Brytania
- Konsulat Honorowy RP w Cardiff, Wielka Brytania (konsul honorowy: Keshav Singhal(inne języki))
- Konsulat Honorowy RP w Newry, Wielka Brytania (konsul honorowy: Jerome Mullen)
- Konsulat Honorowy RP w Inverness, Wielka Brytania (konsul honorowy: Izabella Zofia Therese Fraser)
- Konsulat Honorowy RP w Kingston upon Hull, Wielka Brytania (konsul honorowy: Joseph R. Carby-Hall)
- Konsulat Honorowy RP w Saint Helier, Wielka Brytania (konsul honorowy: Magdalena Chmielewska)
- Konsulat Honorowy RP w Trowbridge, Wielka Brytania (konsul honorowy: Simon Selby)

## Włochy
- Konsulat Honorowy RP w Ankonie, Włochy (konsul honorowy: Cristina Gorajski)
- Konsulat Honorowy RP w Bolonii, Włochy (konsul honorowy: Pasquale Luigi Laurenzano)
- Konsulat Honorowy RP w Brindisi, Włochy (konsul honorowy: Giuseppe Acierno)
- Konsulat Honorowy RP w Cagliari, Włochy (konsul honorowy: Roberto Biggio)
- Konsulat Honorowy RP we Florencji, Włochy (konsul honorowy: Stefano Barlacchi)
- Konsulat Honorowy RP w Genui, Włochy (konsul honorowy: Giuseppe Taró)
- Konsulat Honorowy RP w Neapolu, Włochy (konsul honorowy: Dario dal Verme)
- Konsulat Honorowy RP w Palermo, Włochy (konsul honorowy: Davide Farina)
- Konsulat Honorowy RP w Turynie, Włochy (konsul honorowy: Ulrico Leiss De Leimburg)

## Zambia
- Konsulat Honorowy RP w Lusace, Zambia (konsul honorowy: Maria Rosalia Ogonowska-Wiśniewska)

## Zimbabwe
- Konsulat Honorowy RP w Harare, Zimbabwe (konsul generalny honorowy: Krystyna Grabowska)